# Aasa Kajsz
Majmún ibn Kajsz al-Aasa, másképp Aasa Kajsz (arab betűkkel ميمون بن قيس الأعشى – Maymūn ibn Qays al-Aʿšā; Manfúha oázis, 570 előtt – Manfúha oázis, 629 k.) dzsáhilijja korának egyik jelentős arab költője volt.

## Élete
Az „al-aasa” (a vaksi) melléknév a fiatalon megvakult költő gyenge látására. Jamámában született, és a források szerint sokat utazott: egy neki tulajdonított, feltehetőleg erősen túlzó költemény szerint járt Ománban, Abesszíniában, Szíriában, Palesztinában (benne Jeruzsálem városában) és Perzsiában is – költészete mindenesetre kortársainál szélesebb műveltséget mutat. A hagyomány szerint jó viszonyt ápolt a nadzsráni keresztényekkel, noha pogány maradt. Megérte az iszlám születését. Egy hagyomány szerint élete vége felé, 629-ben Medinába indult Mohamedhez, hogy áttérjen, azonban a próféta előkelő kurajsita ellenfelei a tekintélyét féltve lebeszélték. Az iszlám bortilalma mellett az általuk felajánlott száz teve győzte meg szándéka feladásáról.

## Költészete
A hagyomány szerint ő volt az első arab költő, aki pénzért verselt, s ebből komoly vagyonra tett szert. Leginkább dicsérő költeményeket (madh) írt a kor kiemelkedő személyiségeihez, de gúnyversei (hidzsá) is hírhedten félelmetesek voltak; a borral, természettel és vadászattal kapcsolatos leírásai mesteriek. Több verse a kor politikai és vallási történéseire reflektál; különösen híres Mohamedhez írott kaszídája.
Egyes alternatív Muallakát-gyűjteményekben szerepel legjobbnak tartott költeménye.